# Ronde van Frankrijk 2008/Elfde etappe
De elfde etappe van de Ronde van Frankrijk 2008 werd verreden op woensdag 16 juli 2008 over een afstand van 167.5 kilometer tussen Lannemezan en Foix. Gedurende deze rit moesten drie cols beklommen worden: de Col de Larrieu, de Col de Portel en de Col Del Bouich.

## Verloop
Rond kwart voor één gingen de renners van start. Er was een eerste aanval na de eerste tussensprint, maar die droeg niet ver. Thomas Voeckler ging er even alleen van door, en later kreeg hij het gezelschap van een twintigtal renners, maar ook dezen werden snel bijgehaald door het peloton.
Na 35 kilometer gingen Kurt-Asle Arvesen en de Duitse kampioen Fabian Wegmann ervandoor. Ze kregen eerst het gezelschap van 9 renners: Alessandro Ballan, Aleksandr Botsjarov, Dmitri Fofonov, de Belg Gert Steegmans, Martin Elmiger, de Nederlander Koos Moerenhout, Marco Velo, Benoît Vaugrenard en Amaël Moinard, en later van nog 2 anderen: Filippo Pozzato en Pierrick Fédrigo.
Op de eerste beklimming van de dag moest Steegmans uit deze kopgroep lossen; later werd hij ingelopen door het peloton. De voorsprong van de kopgroep groeide snel: na anderhalf uur reden ze al meer dan 8 minuten voor het peloton uit. De maximumvoorsprong van de 12 koplopers bedroeg 16 minuten.
Na een paar kilometer klimmen op de Col de Portel sprong Moinard weg bij zijn medevluchters: hij nam snel een halve minuut voorsprong. In het peloton demarreerde Óscar Pereiro: hij probeerde zo de mannen van Silence-Lotto onder druk te zetten, maar dezen reageerden niet en bleven gewoon met hetzelfde tempo op kop rijden. Plotseling verscheen Team CSC - Saxo Bank op de voorposten van het peloton: het tempo ging wat de hoogte in.
Op de top had Moinard bijna 2 minuten voorsprong op zijn achtervolgers. Het peloton had een achterstand van 16 minuten en 30 seconden op de koploper en 1 minuut en 45 seconden op Pereiro. In de afdaling bleef zijn voorsprong van de leider status quo, terwijl die van Pereiro wat slonk tot anderhalve minuut.
Op de laatste beklimming van de dag begon Moinard toch wat af te zien: zijn voorsprong op de top was maar een dikke minuut meer. Het peloton naderde ook op Pereiro, die het nutteloze van zijn poging inzag en zich liet inlopen. In de afdaling werkten de achtervolgers goed samen: ze liepen in op Moinard. Op 10 kilometer van het eind was hij binnen handbereik, maar hij hield toch nog hardnekkig stand en de achtervolgers moesten alles geven.
Op 4 kilometer van de finish kwam alles weer samen, het teken voor Elmiger en Arvesen om te versnellen. Met nog 2 kilometer voor de boeg vond Ballan aansluiting met de leiders, even later kwam ook Moerenhout bij de drie. Ze stevenden dus af op een sprint.
Arvesen ging op kop door de laatste bocht, op zo'n 300 meter van de streep. Hij ging stevig aan, met Elmiger en Ballan in het wiel. Ballan ging op en over Elmiger, maar geraakte niet naast Arvesen. Het was Elmiger die nog kwam dreigen, maar hij strandde op een banddikte: Arvesen won de elfde etappe in de Tour van 2008.
Het peloton, met alle favorieten, kwam uiteindelijk over de streep op iets minder dan een kwartier.

### Tussensprints
| Tussensprint Saint-Bertrand-de-Comminges na 19,5 km |                |        |
| Plaats                                              | Naam           | Punten |
| Winnaar                                             | Leonardo Duque | 6      |
| 2                                                   | Thor Hushovd   | 4      |
| 3                                                   | Óscar Freire   | 2      |

| Tussensprint Prat-Bonrepaux na 69 km |                 |        |
| Plaats                               | Naam            | Punten |
| Winnaar                              | Filippo Pozzato | 6      |
| 2                                    | Marco Velo      | 4      |
| 3                                    | Koos Moerenhout | 2      |

### Bergsprints
| Beklimming Col de Larrieu na 49,5 km | Beklimming Col de Larrieu na 49,5 km | Beklimming Col de Larrieu na 49,5 km | 3e cat. 5,4 km à 3,8 % | 3e cat. 5,4 km à 3,8 % |
| Plaats                               | Naam                                 | Naam                                 | Punten                 |                        |
| Winnaar                              | Aleksandr Botsjarov                  | Aleksandr Botsjarov                  | 4                      |                        |
| 2                                    | Pierrick Fédrigo                     | Pierrick Fédrigo                     | 3                      |                        |
| 3                                    | Alessandro Ballan                    | Alessandro Ballan                    | 2                      |                        |
| 4                                    | Amaël Moinard                        | Amaël Moinard                        | 1                      |                        |

| Beklimming Col de Portel na 110 km | Beklimming Col de Portel na 110 km | Beklimming Col de Portel na 110 km | 1e cat. 12,6 km à 6,8 % | 1e cat. 12,6 km à 6,8 % |
| Plaats                             | Naam                               | Naam                               | Punten                  |                         |
| Winnaar                            | Amaël Moinard                      | Amaël Moinard                      | 15                      |                         |
| 2                                  | Dmitri Fofonov                     | Dmitri Fofonov                     | 13                      |                         |
| 3                                  | Pierrick Fédrigo                   | Pierrick Fédrigo                   | 11                      |                         |
| 4                                  | Alessandro Ballan                  | Alessandro Ballan                  | 9                       |                         |
| 5                                  | Fabian Wegmann                     | Fabian Wegmann                     | 8                       |                         |
| 6                                  | Benoît Vaugrenard                  | Benoît Vaugrenard                  | 7                       |                         |
| 7                                  | Kurt-Asle Arvesen                  | Kurt-Asle Arvesen                  | 6                       |                         |
| 8                                  | Filippo Pozzato                    | Filippo Pozzato                    | 5                       |                         |

| Beklimming Col Del Bouich na 145 km | Beklimming Col Del Bouich na 145 km | Beklimming Col Del Bouich na 145 km | 3e cat. 5,2 km à 3,8 % | 3e cat. 5,2 km à 3,8 % |
| Plaats                              | Naam                                | Naam                                | Punten                 |                        |
| Winnaar                             | Amaël Moinard                       | Amaël Moinard                       | 4                      |                        |
| 2                                   | Alessandro Ballan                   | Alessandro Ballan                   | 3                      |                        |
| 3                                   | Kurt-Asle Arvesen                   | Kurt-Asle Arvesen                   | 2                      |                        |
| 4                                   | Marco Velo                          | Marco Velo                          | 1                      |                        |

## Uitslag
| rang | renner              | land        | ploeg                 | tijd       |
| ---- | ------------------- | ----------- | --------------------- | ---------- |
| 1    | Kurt-Asle Arvesen   | Noorwegen   | Team CSC - Saxo Bank  | 3u 58' 13" |
| 2    | Martin Elmiger      | Zwitserland | AG2R                  | z.t.       |
| 3    | Alessandro Ballan   | Italië      | Lampre                | z.t.       |
| 4    | Koos Moerenhout     | Nederland   | Rabobank              | op 2"      |
| 5    | Aleksandr Botsjarov | Rusland     | Crédit Agricole       | op 11"     |
| 6    | Pierrick Fédrigo    | Frankrijk   | Bouygues Télécom      | op 14"     |
| 7    | Filippo Pozzato     | Italië      | Liquigas              | z.t.       |
| 8    | Benoît Vaugrenard   | Frankrijk   | La Française des Jeux | z.t.       |
| 9    | Fabian Wegmann      | Duitsland   | Team Gerolsteiner     | z.t.       |
| 10   | Marco Velo          | Italië      | Team Milram           | z.t.       |

## Strijdlustigste renner
| renner        | land      | ploeg   |
| ------------- | --------- | ------- |
| Amaël Moinard | Frankrijk | Cofidis |

## Algemeen klassement
| rang | renner                | land             | ploeg                  | tijd        |
| ---- | --------------------- | ---------------- | ---------------------- | ----------- |
|      | Cadel Evans           | Australië        | Silence-Lotto          | 46u 27' 22" |
| 2    | Fränk Schleck         | Luxemburg        | Team CSC - Saxo Bank   | op 1"       |
| 3    | Christian Vande Velde | Verenigde Staten | Team Garmin - Chipotle | op 38"      |
| 4    | Bernhard Kohl         | Oostenrijk       | Team Gerolsteiner      | op 46"      |
| 5    | Denis Mensjov         | Rusland          | Rabobank               | op 57"      |
| 6    | Carlos Sastre         | Spanje           | Team CSC - Saxo Bank   | op 1' 28"   |
| 7    | Kim Kirchen           | Luxemburg        | Team Columbia          | op 1' 56"   |
| 8    | Juan José Cobo        | Spanje           | Saunier Duval          | op 2' 10"   |
| 9    | Riccardo Riccò        | Italië           | Saunier Duval          | op 2' 29"   |
| 10   | Vladimir Jefimkin     | Rusland          | AG2R                   | op 2' 32"   |

## Nevenklassementen

### Puntenklassement
| rang | renner       | land               | ploeg           | punten |
| ---- | ------------ | ------------------ | --------------- | ------ |
|      | Óscar Freire | Vlag van Spanje    | Rabobank        | 138    |
| 2    | Kim Kirchen  | Vlag van Luxemburg | Team Columbia   | 128    |
| 3    | Thor Hushovd | Vlag van Noorwegen | Crédit Agricole | 117    |

### Bergklassement
| rang | renner             | land      | ploeg             | punten |
| ---- | ------------------ | --------- | ----------------- | ------ |
|      | Riccardo Riccò     | Italië    | Saunier Duval     | 77     |
| 2    | David de la Fuente | Spanje    | Saunier Duval     | 65     |
| 3    | Sebastian Lang     | Duitsland | Team Gerolsteiner | 57     |

### Jongerenklassement
| rang | renner          | land   | ploeg         | tijd        |
| ---- | --------------- | ------ | ------------- | ----------- |
|      | Riccardo Riccò  | Italië | Saunier Duval | 46u 44' 42" |
| 2    | Vincenzo Nibali | Italië | Liquigas      | op 1' 49"   |
| 3    | Maxime Monfort  | België | Cofidis       | op 4' 18"   |

### Ploegenklassement
| rang | ploeg                | land       | tijd         |
| ---- | -------------------- | ---------- | ------------ |
|      | Team CSC - Saxo Bank | Denemarken | 139u 58' 49" |
| 2    | AG2R                 | Frankrijk  | op 4' 40"    |
| 3    | Saunier Duval        | Spanje     | op 10' 11"   |

1e etappe ·
2e etappe ·
3e etappe ·
4e etappe ·
5e etappe ·
6e etappe ·
7e etappe ·
8e etappe ·
9e etappe ·
10e etappe ·
11e etappe ·
12e etappe ·
13e etappe ·
14e etappe ·
15e etappe ·
16e etappe ·
17e etappe ·
18e etappe ·
19e etappe ·
20e etappe ·
21e etappe
Startlijst · Eindstanden · Afbeeldingen